# Golądkowo
Golądkowo – wieś w Polsce położona w województwie mazowieckim, w powiecie pułtuskim, w gminie Winnica. Ma status sołectwa.
Wieś duchowna Golątkowo położona była w drugiej połowie XVI wieku w  ziemi zakroczymskiej województwa mazowieckiego. W 1785 roku wchodziła w skład klucza golątkowskiego biskupstwa płockiego. W latach 1975–1998 miejscowość administracyjnie należała do województwa ciechanowskiego.
Przez miejscowość przepływa rzeka Niestępówka, dopływ Narwi.

## Edukacja i kultura
Na terenie Golądkowa znajduje się jedna z czterech szkół średnich w powiecie pułtuskim. Jest to Zespół Szkół Centrum Kształcenia Rolniczego im. Jadwigi Dziubińskiej, który jest spadkobiercą Powiatowej Szkoły Rolniczej Męskiej, założonej w 1924 roku. Pierwszym kierownikiem szkoły był Kazimierz Muraszko, ur. 1886, zamordowany przez hitlerowców w lipcu 1943 roku.

W Golądkowie znajduje się także Muzeum Sprzętu Gospodarstwa Wiejskiego.